# HMS Renown (1895)
HMS Renown – brytyjski pancernik (przeddrednot) drugiej klasy z ostatnich lat XIX wieku, zaprojektowany jako modyfikacja wcześniejszego typu Centurion. Przeznaczony do pełnienia służby w koloniach, miał słabsze uzbrojenie, większą prędkość i zasięg od budowanych równolegle typowych okrętów liniowych. Zbudowany w Pembroke Dockyard, był wykorzystywany jako okręt flagowy eskadr Royal Navy w Indiach Zachodnich i na Morzu Śródziemnym, oraz jacht rodziny królewskiej podczas dwóch podróży jej członków do Indii. Przeniesiony do rezerwy, w latach 1909−1913 służył jako okręt szkolny dla obsługi kotłowni. Został sprzedany na złom w 1914 roku.

## Budowa
W budżecie Royal Navy na 1892 rok znalazły się środki finansowe na budowę trzech pancerników, uzbrojonych w nowe, długolufowe działa BL Mk VIII, kalibru 305 mm (12 cali). Ponieważ jednak prace nad tymi armatami opóźniały się, rozpoczęcie budowy dwóch okrętów przesunięto na rok następny, zaś środki na trzeci postanowiono zagospodarować, zlecając prace konstrukcyjne nad pojedynczym pancernikiem drugiej klasy, uzbrojonym w działa 10-calowe (254 mm). Jednym z powodów takiej decyzji była chęć utrzymania ciągłości zatrudnienia w stoczni w Pembroke Dock, z której pochylni spłynął właśnie pancernik „Repulse”. Gorącym orędownikiem, a po części także twórcą koncepcji budowy takiego właśnie okrętu, przeznaczonego głównie do służby w odległych placówkach kolonialnych, był ówczesny nowo mianowany (1 lutego 1892 roku) trzeci lord morski i kontroler floty, admirał John Fisher.
Projektantem okrętu był sir William Henry White, główny konstruktor Admiralicji. Opierając się na planach jednostek typu Centurion, w pierwszych dniach kwietnia 1892 roku przedstawił trzy warianty koncepcyjne proponowanego pancernika, z których trzeci, najlżejszy, uzyskał 11 kwietnia akceptację lordów. W porównaniu z protoplastami, przyszły „Renown” był większy, miał silniejszą artylerię średnią (10 armat kal. 152 mm zamiast tej samej liczby dział kal. 120 mm), oraz zastosowany po raz pierwszy na brytyjskim pancerniku pancerz ze stali Harveya, zamiast dotychczas stosowanego opancerzenia typu compound. Pozwoliło to zmniejszyć jego grubość bez obniżenia odporności.
Stępkę pod pancernik położono 1 lutego 1893 roku w stoczni Admiralicji w Pembroke Dock (Pembroke Dockyard). Wodowanie odbyło się 8 maja 1895 roku. Nazwa „Renown” została użyta po raz szósty w historii (dwa dalsze okręty, mające ją nosić, zostały przemianowane przed wodowaniem). W 1896 roku okręt przepłynął do stoczni Admiralicji w Devonport, gdzie miały zostać przeprowadzone ostateczne prace wykończeniowe. Formalne przejęcie okrętu przez Royal Navy miało miejsce w styczniu 1897 roku, ale po pierwszych próbach zdawczo-odbiorczych powrócił do stoczni w celu wymiany śrub i ostatecznie wszedł do linii 8 czerwca 1897 roku. Koszt budowy wyniósł 709 706 ówczesnych funtów, dodatkowo koszty uzbrojenia sięgnęły 41 500 funtów szterlingów.

## Opis konstrukcji
„Renown” miał gładkopokładowy kadłub ze wzniosem w części dziobowej. Jego długość całkowita wynosiła 124,36 m (115,82 m między pionami), szerokość 21,95 m, zanurzenie 8,15 m przy wyporności pełnej 12 350 ton angielskich (ts), z czego na kadłub wraz z opancerzeniem przypadało 6800 ts, zaś na urządzenia napędowe 370 ts. Wartości wyporności konstrukcyjnej i głębokiej wynosiły odpowiednio 11 690 ts oraz 12 865 ts, wysokość metacentryczna przy wyporności głębokiej 1,1 m. Dla zapobieżenia porastaniu kadłuba przez organizmy morskie w trakcie służby na wodach tropikalnych, dno pokryte zostało blachą miedzianą. Liczba członków załogi najczęściej określana jest w źródłach na 674 oficerów, podoficerów i marynarzy, lub 651 do 672 osób w 1903, 638 w 1905 oraz 604 osoby w 1907 roku.
Napęd stanowiły dwie pionowe, trzycylindrowe maszyny parowe potrójnego rozprężania, wyprodukowane przez Maudslay, Sons & Field, z których każda poruszała jeden wał napędowy ze śrubą. Były one zasilane w parę o ciśnieniu roboczym 155 psi przez osiem kotłów cylindrycznych, rozmieszczonych w czterech pomieszczeniach kotłowni. Spaliny były odprowadzane przez dwa, stojące obok siebie kominy. Maksymalna moc indykowana urządzeń napędowych wynosiła 12 000 ihp, co pozwalało osiągnąć prędkość 18 węzłów (moc normalna wynosiła 10 000 ihp, co dawało prędkość 17,5 węzła). Na próbach „Renown” osiągnął 17,9 węzła przy mocy 10 708 ihp oraz 19,75 węzła z przeforsowaniem do 12 901 ihp. Zapas węgla, wynoszący maksymalnie 1760 ton (normalnie 800 ton, według jednego ze źródeł maksymalny zapas paliwa wynosił 1890 ton), pozwalał przepłynąć 8500 mil morskich przy prędkości 15 węzłów.
W chwili wejścia do służby główne uzbrojenie pancernika składało się z czterech dział Mk III kal. 254 mm (10 cali), o długości lufy równej 32 kalibrom (według innego źródła 40 kalibrów), umieszczonych po dwa w pancernych, otwartych od tyłu barbetach na pokładach dziobowym i rufowym, o maksymalnym kącie elewacji 35° (według innego źródła 30°) i zapasie amunicji wynoszącym 105 jednostek na lufę. Artylerię średnią stanowiło 10 dział szybkostrzelnych Mk II kal. 152 mm, z których sześć było umieszczonych w kazamatach na pokładzie bateryjnym na śródokręciu, po trzy na burcie, zaś pozostałe cztery w kazamatach nadbudówki o pokład wyżej, w rogach baterii dział 12-funtowych (kal. 76 mm). Te ostatnie, w liczbie 12, służyły do obrony przed atakami torpedowców i były rozmieszczone na opancerzonych stanowiskach na burtach (osiem) oraz w kazamatach na dziobie i rufie (pozostałe cztery, później przeniesione na górny pancerz barbet artylerii głównego kalibru). Zapas pocisków liczył 200 jednostek na lufę. Uzbrojenie artyleryjskie uzupełniało 12 szybkostrzelnych dział 3-funtowych Hotchkissa (kal. 47 mm) oraz zmienna ilość karabinów maszynowych systemu Maxima. Ponadto pancernik posiadał pięć wyrzutni torpedowych kal. 450 mm, cztery podwodne oraz jedną nadwodną na rufie. W 1902 roku usunięto działa kal. 152 mm z kazamat na pokładzie górnym, zaś w dwa lata później wszystkie pozostałe.
Opancerzenie okrętu zostało po raz pierwszy w historii Royal Navy wykonane w całości ze stali Harveya, niklowanej, utwardzanej powierzchniowo. Pozwoliło to na zmniejszenie jego grubości w stosunku do dotychczas stosowanego pancerza typu compound, przy zachowaniu zbliżonej odporności na uderzenia pocisków, oraz zastosowanie go na większej powierzchni. Główny pas pancerny miał grubość od 152 do 203 mm i tworzył pancerną cytadelę, chroniącą najważniejsze mechanizmy okrętowe, rozciągającą się pomiędzy zewnętrznymi skrajami barbet artylerii głównej (około 64 m). Była ona zamknięta z przodu i z tyłu grodziami pancernymi o maksymalnej grubości 254 mm (przednia) i 152 mm (tylna). Pokład pancerny miał grubość do 76 mm i łączył się z pasem głównym przy pomocy skosów, zwiększających jego odporność na przebicie, również zastosowanych po raz pierwszy przez brytyjskich konstruktorów. Barbety dział głównego kalibru miały grubość 254 mm powyżej pasa pancernego i 127 mm w jego obrębie. Kazamaty dział kal. 152 mm były chronione pancerzem o grubości 152 mm (pokład bateryjny) i 102 mm (pokład górny).

## Przebieg służby
Pierwszym zadaniem w operacyjnej historii „Renowna” była rola okrętu flagowego podczas parady floty z okazji diamentowego jubileuszu królowej Wiktorii 26 czerwca 1897 roku na redzie Spithead. Część źródeł podaje, że zgromadzonymi tam 164 okrętami, ugrupowanymi w pięć linii o łącznej długości niemal 30 mil morskich, dowodził z pokładu pancernika admirał John Fisher, a towarzyszył mu Książę Walii. Następnie „Renown” został na czas ćwiczeń u południowych wybrzeży Irlandii przydzielony czasowo do Eskadry Kanału (Channel Squadron). 24 sierpnia 1897 roku John Fisher, mianowany dowódcą North America and West India Station na Karaibach i w Kanadzie, podniósł swoją flagę na okręcie, który pozostawał jego jednostką flagową na zachodniej półkuli do 1899 roku.
Po przeniesieniu Johna Fishera na nowe stanowisko, dowódcy Floty Śródziemnomorskiej (Mediterranean Fleet), zażądał on pozostawienia mu jego ulubionego okrętu. W związku z tym, po krótkim, trwającym od maja do lipca 1899 roku remoncie, „Renown” został przetransferowany na Morze Śródziemne. Funkcję okrętu flagowego Floty Śródziemnomorskiej pełnił do roku 1902. W tym czasie, od lutego do maja 1900 roku, przeszedł kolejny remont na Malcie, by powrócić do aktywnej służby po ukończeniu prób, 19 listopada tegoż roku. 20 maja 1902 roku, gdy admirał Fisher opuścił stanowisko dowódcy Floty Śródziemnomorskiej, pancernik pozostał w jej składzie jako zwykły okręt. W tym czasie uczestniczył w manewrach floty u greckich wybrzeży.
Po zakończeniu ćwiczeń „Renown” został odwołany na wody macierzyste i skierowany do stoczni w Portsmouth, gdzie został specjalnie przystosowany do roli jachtu rodziny królewskiej. Między innymi usunięto część dział artylerii średniego kalibru. W listopadzie 1902 roku na jego pokład zaokrętował się książę Connaught z małżonką, odbywający oficjalną podróż do Indii. Trwała ona do marca następnego roku, zaś w kwietniu okręt powrócił w skład Floty Śródziemnomorskiej. W sierpniu, w związku z odstawieniem na remont pancernika „Venerable”, pełnił tymczasowo rolę okrętu flagowego floty podczas manewrów u wybrzeży Portugalii. 15 maja 1904 roku został przeniesiony w skład floty rezerwowej w Devonport, chociaż uczestniczył w czerwcowych manewrach floty. 21 lutego 1905 roku rozpoczął w Portsmouth kolejny remont, przygotowujący go do długiej, reprezentacyjnej podróży. Tym razem pasażerami byli Książę i Księżna Walii. 8 października pancernik wypłynął do włoskiej Genui, gdzie zaokrętowali dostojni goście, a następnie wyruszył w swoją drugą podróż do Indii w eskorcie krążownika pancernopokładowego „Terrible”. Zakończyła się ona 7 maja 1906 roku. W jej trakcie kotwiczący w Madrasie „Renown” został wysłany do Kolombo, gdzie uczestniczył w tłumieniu buntu wśród załogi powracającego do Rosji po internowaniu pancernika „Cesariewicz”.
31 maja „Renown” ponownie został przeniesiony do rezerwy. Rok później okręt został przydzielony do Home Fleet jako okręt do zadań specjalnych. Pod koniec 1907 roku gościł na pokładzie hiszpańską parę królewską: Alfonsa XIII i Wiktorię Eugenię, podczas ich podróży morskiej do i z Wielkiej Brytanii. Od 1909 do 1913 roku pancernik był zacumowany w Portsmouth, jako okręt pomocniczy i jednostka szkolna dla obsługi kotłowni. Podczas rewii koronacyjnej króla Jerzego V (24 czerwca 1911 roku) służył jako hulk mieszkalny dla gości. 26 listopada 1911 roku odniósł niewielkie uszkodzenia w kolizji ze zbiornikowcem wody „Aid”. 31 stycznia 1913 roku został skreślony z listy floty i, częściowo pozbawiony wyposażenia, zaoferowany na sprzedaż stoczniom rozbiórkowym. Plany jego ewentualnego wykorzystania jako hulku w bazie marynarki w Cromarty zostały zarzucone. W grudniu kadłub „Renowna” został przeholowany do Motherbank, a 2 kwietnia 1914 roku sprzedany za kwotę 39 000 funtów firmie Hughes Bolckow z Blyth i zezłomowany.